# Frumușani
Frumușani est une commune roumaine située dans le județ de Călărași.